# 羽幌町立焼尻小中学校
羽幌町立焼尻小中学校（はぼろちょうりつ やぎしりしょうちゅうがっこう）は、北海道苫前郡羽幌町大字焼尻にある公立小中学校。

## 概要
- 校長 - 山口清敏[1]
- 学校給食 - あり
- へき地等級 - 5級

### 年表
- 1889年 - 焼尻簡易教育所として創立する。
- 1890年 - 天売分校を分離。
- 1892年 - 天売分校が天売簡易教育所として独立。
- 1941年 - 国民学校令により焼尻国民学校に改称する。
- 1947年 - 学制改革により焼尻小（中）学校に改称する。
- 1959年 - 焼尻村が羽幌町と合併し消滅。羽幌町立となる。
- 1989年 - 創立100周年記念式典を挙行。
- 2018年 - 焼尻中学校が休校する。

## 交通
- 沿岸バス、特急はぼろ号「羽幌ターミナル」で下車し、羽幌沿海フェリーより約24km。

## 学校周辺
- 北海道電力焼尻発電所